# Belinda Schönberger
Belinda Schönberger (* 27. August 1991 in Wien) ist eine österreichische Eiskunstläuferin.
Belinda Schönberger ist mehrfache Schüler- und Jugendmeisterin. Nach 2 Vize-Staatsmeistertiteln konnte sich Schönberger 2011 in St. Pölten erstmals den Staatsmeistertitel bei den Damen sichern.

## Ergebnisse
| Wettbewerb / Jahr               | 2010 | 2011                  |
| ------------------------------- | ---- | --------------------- |
| Olympische Winterspiele         |      |                       |
| Weltmeisterschaften             |      |                       |
| Juniorenweltmeisterschaften     |      |                       |
| Europameisterschaften           |      | 11. preliminary round |
| Österreichische Meisterschaften |      | 1.                    |